# Елла Фіцджеральд
Елла Джейн Фіцджеральд (англ. Ella Jane Fitzgerald; 25 квітня 1917, Ньюпорт-Ньюс, Вірджинія — 15 червня 1996, Беверлі-Гіллз, Каліфорнія) — американська джазова співачка. Діапазон її голосу становив три октави (від D♭3 до D♭6), для виконавської манери були характерні чистота тону, бездоганна дикція, фразування та інтонація, а також майстерна імпровізація та використання скету.
Фіцджеральд була визначною виконавицею пісень з Great American Songbook, її називали «першою леді американської пісні» та «королевою джазу». Протягом 59-річної кар'єри співачка записала понад 70 альбомів і продала більше 40 мільйонів копій своїх платівок, отримала 13 премій «Греммі», Національну медаль мистецтв від Рональда Рейгана та Президентську медаль свободи від Джорджа Буша-старшого.

## Біографія

### Ранні роки
Елла Джейн Фіцджеральд народилася 25 квітня 1917 року в Ньюпорт-Ньюс, штат Вірджинія, у родині з негритянським і ірландським корінням. Її батько Вільям і мати Темпі Фіцджеральд не були одружені офіційно. Батькові було 35 років, він працював водієм навантажувача, матері — 23, вона працювала в пральні.
Пара розлучилася невдовзі після народження дочки, після чого Елла з матір'ю переїхали у південно-східну частину Нью-Йорка, в Йонкерс. Там мати Елли познайомилась з португальським іммігрантом Джозефом да Сілва. Вони почали жити разом, і у 1923 році у них народилась дочка Франсіс да Сілва, яка стала зведеною сестрою Елли. Сім'я дотримувалася принципів методизму, часто відвідувала церкву й недільні служби. Елла з дитинства вивчала Біблію і полюбила церковний спів. Співаючи спіричуелси і госпели, як багато чорношкірих співачок того часу, дівчина розвивала свій музичний талант.
Сім'я перебувала у скрутному матеріальному становищі, матір з вітчимом могли винаймати лише одну кімнату в багатоповерховому будинку, але попри це Елла зростала безтурботною і добродушною дитиною. Вона хотіла стати танцівницею, також любила слухати джазові записи Луї Армстронга, Бінга Кросбі і The Boswell Sisters, вечорами наодинці розучувала пісні з платівок. Її кумиром стала Конні Босвелл, у якої Елла перейняла манеру співу і деякі прийоми фразування. Як пізніше розповідала сама Фіцджеральд, мати «принесла додому запис Конні, і я просто закохалась в її голос; я намагалась співати якомога більш схоже на Босвелл».
У 1932 році мати Елли померла внаслідок серцевого нападу. Для чотирнадцятирічної дівчинки це стало страшним ударом. Вона почала гірше навчатися, а невдовзі зовсім закинула школу. Через протиріччя з вітчимом Елла переїхала жити до своєї тітки Вірджинії Генрі. Певний час вона підробляла доглядачкою в борделі, де зіткнулася зі світом мафії і гравців в азартні ігри. Після того, як неповнолітньою дівчиною зайнялась поліція і служби опіки, її помістили в сирітський притулок в Бронксі, пізніше перевели в інтернат для дівчат в Гудзоні, Нью-Йорк, але невдовзі Елла звідти втекла й деякий час залишалася безпритульною.

### Творчий шлях

#### Початок кар'єри, 1930-і роки
Дебют Фіцджеральд як співачки відбувся 21 листопада 1934 року в театрі «Аполло» в Гарлемі, Нью-Йорк, коли взяла участь в конкурсі Amateur Nights. Спершу Елла планувала затанцювати в стилі місцевого танцювального дуету Edwards Sisters, але в останню секунду вирішила заспівати як Конні Босвелл. Спочатку все йшло не надто гладко, оскільки Елла до цього жодного разу не виступала на сцені, у неї навіть не було слушного сценічного одягу. Першу пісню «The Object of My Affection» Фіцджеральд перервала і розпочала заново, оскільки у неї на мить зник голос від хвилювання. Однак, доспівавши до кінця, у відповідь вона отримала схвальні вигуки і оплески і це додало їй впевненості у собі. Фіцжеральд з успіхом виконала другу композицію «Judy» і пішла за лаштунки. Переможець визначався відповідно до реакції глядачів, і коли ведучий оголосив ім'я Фіцджеральд, глядацький зал зірвався оплесками. Елла зайняла перше місце і виграла приз у 25 доларів, а також тижневий ангажемент в «Аполло».
У січні 1935 року Елла Фіцджеральд отримала можливість виступити з біг-бендом Тайні Бредшо в гарлемському Театрі опери. Тоді ж саксофоніст Бенні Картер, який був присутній 21 листопада 1934 року в «Аполло» і примітив молоду співачку, познайомив її з джазовим барабанщиком і керівником оркестру Чіком Веббом. Вебб до того часу вже співпрацював зі співаком Чарлі Лінтоном і, як повідомляла The New York Times, він «неохоче підписав контракт з Фіцджеральд … вона була незграбною і неохайною, такий собі неогранований алмаз». Вебб все ж запропонував їй виступити разом на танцювальному вечері в Єльському університеті.
Фіцджеральд почала виступати з оркестром Вебба в гарлемському танцювальному закладі «Савой» на постійній основі, там вони разом записали декілька хітів, у тому числі «Love and Kisses» і «(If You Can't Sing It) You'll Have to Swing It (Mr. Paganini)». Однак першою піснею, яка принесла Фіцджеральд найбільшу популярність, на той момент стала «A-Tisket, A-Tasket» — імпровізація на тему дитячої лічилки, яку співачка записала спільно з Елом Фельдманом у 1938 році. Пізніше того ж року вийшло сюжетне продовження «A-Tisket, A-Tasket» — пісня «I Found My Yellow Basket».
Чік Вебб помер 16 червня 1939 року. Його колектив був перейменований на «Ella and Her Famous Orchestra», Фіцджеральд стала лідеркою біг-бенду. Разом з музикантами вона записала більше 150 композицій. Утім, на думку журналістів з The New York Times, «більша частина з них не являла собою нічого особливого, це були посередні попречі». Оркестр припинив своє існування у 1942 році.

#### 1940-і роки, студія Decca

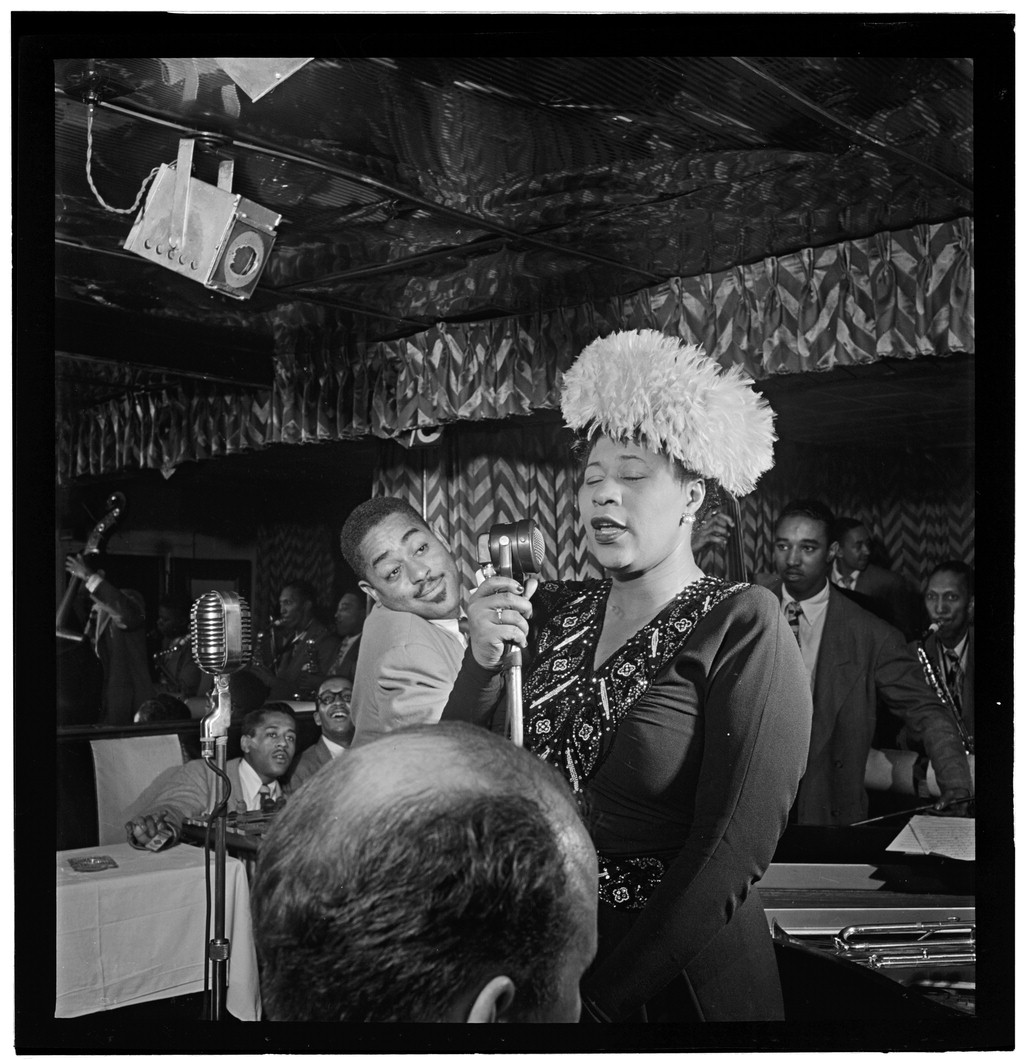
Виступ в клубі «Даунбіт», Нью-Йорк, вересень 1947 року. Елла Фіцджеральд, Діззі Гіллеспі, Рей Браун, Мілт Джексон, Тімме Розенкранц (голова)

У 1942 році Елла Фіцджеральд вирішила розпочати сольну кар'єру і підписала контракт зі студією звукозапису Decca Records. Тепер вона співпрацювала з Біллом Кенні, Луї Джорденом і гуртом The Delta Rhythm Boys. Менеджером Фіцджеральд став Мілт Геблер, в ролі імпресаріо виступав Норман Гранц. Завдяки зусиллям останнього Елла почала часто з'являтися на джазових концертах, які проводилися в рамках Jazz at the Philharmonic. Невдовзі Гранц став менеджером Фіцджеральд, однак записуватися на його лейблі Елла почала лише через 10 років.
Тим часом в джазовій музиці відбулись значні зміни — ера свінгу дійшла кінця, впала популярність біг-бендів. Новий стиль бібоп допоміг Фіцджеральд урізноманітнити свою вокальну майстерність, особливо помітним це стало після початку її спільної роботи з Діззі Гіллеспі. Саме в цей період Елла почала використовувати у співі елементи скету, надалі це стало однією з візитівок її стилю. Як вона пізніше говорила, під час виступу з Гіллеспі вона «просто намагалась копіювати звучання духових інструментів оркестру».
Пісня 1945 року «Flying Home» Елли Фіцджеральд була аранжована Віком Шоеном, і пізніше її назвали «одним з фундаментальних джазових записів десятиліття… там, де музиканти на кшталт Луї Армстронга використовували вже наявні імпровізації, Елла Фіцджеральд не боялась експериментувати і створювати нове». Ще одна композиція «Oh, Lady Be Good!» (1947) закріпила за Фіцджеральд статус однієї з найкращих джазових вокалісток.

#### 1950—1960-і роки, студія Verve. Пік кар'єрного успіху
Фіцджеральд виступала на концертах Jazz at the Philharmonic аж до 1955 року, пізніше залишила студію Decca. Менеджер співачки Норман Гранц спеціально для неї створив лейбл Verve Records. Сама Фіцджеральд говорила про цей період як про ключовий в її кар'єрі:
|  | Я виявила, що співаю лише бібоп. Я думала, що цього було достатньо, що від мене вимагалось лише прийти куди-небудь на концерт і виконати боп. Але врешті мені більше було ніде виступати. Я усвідомила, що окрім бопа є й інша музика … Норман запропонував спробувати що-небудь нове, і в результаті ми випустили The Cole Porter Songbook. Це був вирішальний момент у моєму житті. |

У 1956 році побачив світ альбом Ella Fitzgerald Sings the Cole Porter Songbook, який став першою з восьми платівок-пісенників, записаних Еллою в період з 1956 до 1964 року. Кожен такий пісенник являв собою збірку пісень певного автора, композитора чи поета, чиї твори входили до Great American Songbook. Серед цих записів Фіцджеральд були як класичні джазові стандарти, так і менш відомі раритетні композиції. Альбом Ella Fitzgerald Sings the Duke Ellington Songbook був єдиним, у створенні якого окрім Фіцджеральд брав безпосередню участь автор композицій. Дюк Еллінгтон і Біллі Стрейгорн також спеціально для Фіцджеральд написали два нових треки — пісню «The E and D Blues» й інструментальну сюїту «Портрет Елли Фіцджеральд».

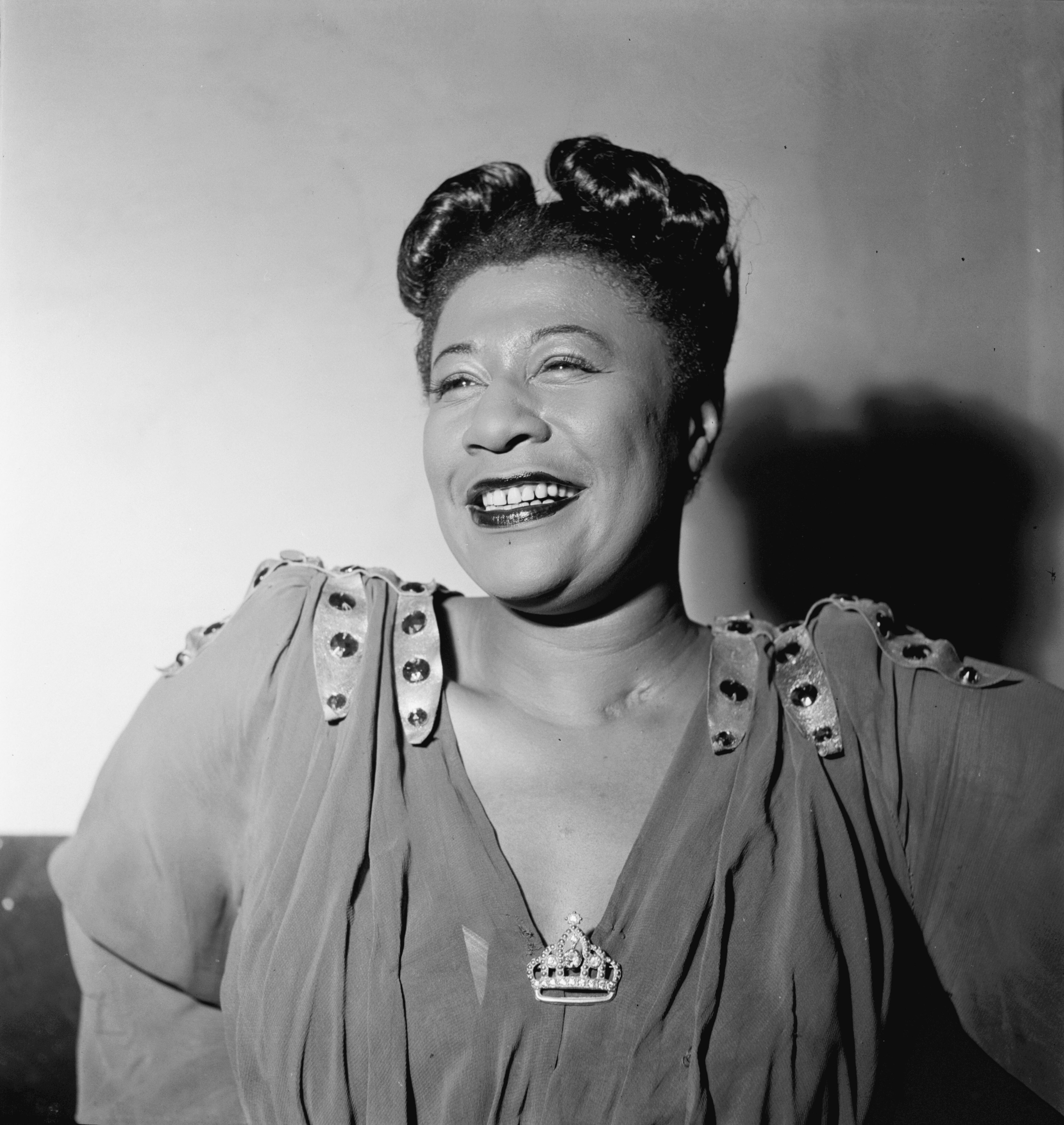
Елла Фіцджеральд, листопад 1946 року

Серія Songbook у підсумку виявилася найуспішнішим комерційним проєктом Фіцджеральд і принесла їй величезну популярність. The New York Times писала, що «ця колекція пісень була першим в своєму роді проєктом, присвяченим творчості якого-небудь одного автора пісень; попальбом став одним зі способів серйозного вивчення музики».
У 1972 і 1983 роках Фіцджеральд також випустила платівки Nice Work If You Can Get It і Ella Loves Cole, присвячені творчості Джорджа Гершвіна і Коула Портера відповідно. Більш пізня збірка Ella Abraça Jobim, записана на студії Pablo Records, включила твори Антоніу Карлуса Жобіна.
У період запису пісенників Елла Фіцджеральд регулярно протягом 40-45 тижнів на рік гастролювала і давала концерти по всій Америці і за кордоном. Організатор виступів Норман Гранц сприяв тому, що Елла стала однією з найуспішніших концертних співачок. Одними з найпопулярніших концертних записів стали At the Opera House, Ella in Rome, Twelve Nights in Hollywood і Ella in Berlin. Останній альбом містив «Балладу про Меккі-Ніж», яка принесла Еллі премію «Греммі». На цьому записі чутно, як під час виконання Елла забула слова, але майстерно вийшла з ситуації використавши скет.

#### Пізній період кар'єри
Студію Verve Records придбала компанія «MGM» у 1961 році за 3 мільйони доларів, і з 1967 року MGM перестала укладати контракти з Фіцджеральд. Наступні 5 років вона працювала на студіях Atlantic, Capitol і Reprise. У цей період Елла експериментувала у різноманітних музичних жанрах, відійшовши від класичного джазу. На лейблі Capitol вийшов її альбом Brighten the Corner — збірка урочистих пісень, Ella Fitzgerald's Christmas — збірка традиційних різдвяних пісень, Misty Blue — альбом в стилі кантрі, а також 30 by Ella — серія з шести записів-попурі. Один з тогочасних синглів Фіцджеральд «Get Ready» (кавер-версія пісні Смокі Робінсона) в її творчості став останнім, що потрапив до американського хіт-параду.

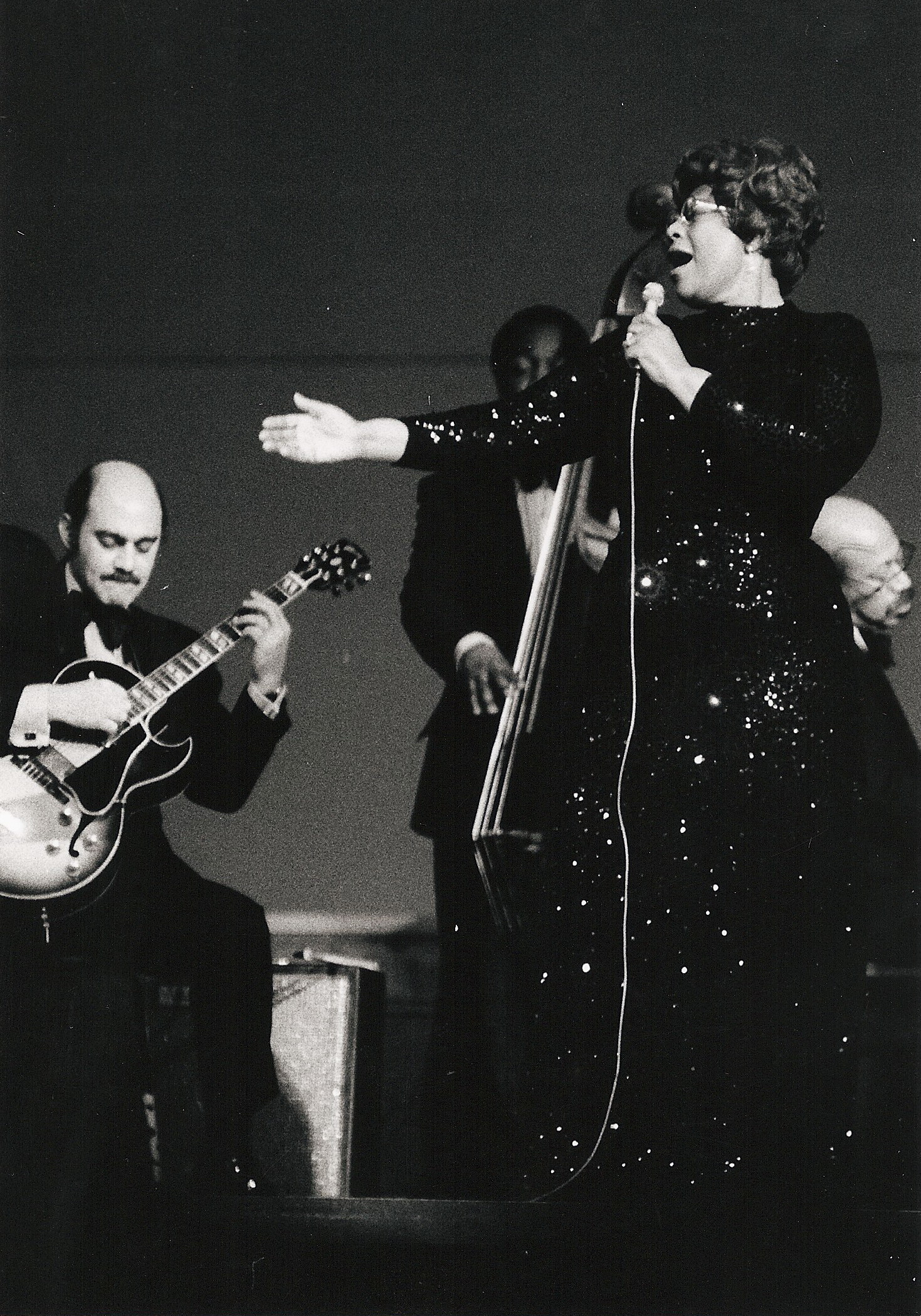
Елла Фіцджеральд і гітарист Джо Пасс, 1974 рік

Неочікуваний успіх концертного альбому 1972 року Jazz at Santa Monica Civic '72 надихнув Нормана Гранца заснувати Pablo Records — перший лейбл після продажу Verve. Фіцджеральд записала близько 20 платівок для цього лейблу. Запис живого виступу 1974 року Ella in London з піаністом Томмі Фленаганом, гітаристом Джо Пассом, контрабасистом Кітером Беттсом і барабанщиком Боббі Даремом був сприйнятий дуже тепло і багатьма вважався одним з найкращих записів Фіцджеральд. Наступного року вона знову виступила з Пассом на німецькому телебаченні в Гамбурзі. Тоді ж у середині 1970-х років критики помітили погіршення вокальних даних співачки, вона почала використовувати коротше і гостріше фразування, голос став жорсткішим. Через проблеми зі здоров'ям Фіцджеральд була змушена припинити студійну діяльність у 1991 році, її останній виступ відбувся у 1993 році в Сан-Франциско.

### Останні роки життя і смерть
У 1989 році Фіцджеральд взяла участь в записі альбому Квінсі Джонса Back on the Block, який пізніше здобув декілька премій «Греммі». Однак серйозні проблеми зі здоров'ям заважали її творчій діяльності (у 1986 році співачка перенесла операцію на серці, зір стрімко погіршувався — катаракта розвинулась ще в 1972 році). У 1990 році Елла знову потрапила до лікарні під час гастролей в Голландії.
У 1993 році через наслідки діабету лікарі ампутували Фіцджеральд обидві ноги нижче колін. Після чергової госпіталізації у 1996 році вона провела останні дні життя у своєму будинку в Беверлі-Гіллз, пересуваючись за допомогою інвалідного візка. Співачку оточували її родичі, в тому числі син Рей і 12-річна онука Еліс. У ті дні вона говорила, що «хотіла лише вдихати свіже повітря, слухати спів птахів і сміх Еліс».
15 червня 1996 році Фіцджеральд померла в Беверлі-Гіллз, Каліфорнія, у віці 79 років. Похована на цвинтарі Інглвуд-Парк. Життєпис Елли Фіцджеральд і архівні матеріали зберігаються в Смітсонівському інституті Національного музею Американської історії. Нотний архів співачки (який містить здебільшого аранжування пісень, зроблені для неї різними музикантами) зберігається в Бібліотеці Конгресу. Куховарська книга, рецепти для якої Фіцджеральд активно збирала, передана бібліотеці Шлезінгера (Schlesinger) у Гарвардському університеті.

## Співпраця
Найбільш плідною для Фіцджеральд була співпраця з такими музикантами, як Білл Кенні і його вокальною групою, The Ink Spots, трубач Луї Армстронг, гітарист Джо Пасс, бенд-лідери Каунт Бейсі і Дюк Еллінгтон.
- З 1943 до 1950 року Фіцджеральд спільно з The Ink Spots записала 7 пісень, 4 з яких досягли вершин чартів, в тому числі «I'm Making Believe» й «Into Each Life Some Rain Must Fall»[36].
- Елла Фіцджеральд і Луї Армстронг випустили три спільних студійних альбоми на студії Verve, з них два — Ella and Louis (1956) і Ella and Louis Again (1957) — складались з джазових стандартів, третій містив аранжовані арії з опери Джорджа Гершвіна «Поргі і Бесс». Окрім цього на початку 1950-х Елла разом з Армстронгом зробила декілька записів для студії Decca[37].
- Період співпраці з оркестром Каунта Бейсі багатьма вважається одним з найуспішніших в кар'єрі Фіцджеральд. Спершу вона була брала участь у записі альбому One O'Clock Jump (1957), наступною роботою стала платівка Ella and Basie! (1963). Нове звучання біг-бенду Бейсі, аранжування його композицій від молодого композитора Квінсі Джонса — все це позначило для Фіцджеральд нові горизонти, разом з Бейсі вона також тривалий час гастролювала. У 1972 році вони знову скооперувались для запису альбому Jazz at Santa Monica Civic ’72, у 1979 році — для трьох альбомів: Digital III at Montreux, A Classy Pair і A Perfect Match.
- Наприкінці кар'єри Фіцджеральд разом з гітаристом Джо Пассом записала 4 альбоми: Take Love Easy (1973), Easy Living (1986), Speak Love (1983) і Fitzgerald and Pass… Again (1976).
- Разом з Дюком Еллінгтоном записано два студійних і два концертних альбоми — Ella and Duke at the Cote D'Azur (1966) і The Stockholm Concert, 1966 (1966). Збірник Фіцджеральд Ella Fitzgerald Sings the Duke Ellington Songbook сприяв тому, що твори Еллінгтона міцно увійшли до Great American Songbook і стали класикою джазу[38].

Одним з найбільших нереалізованих проєктів в кар'єрі Елли Фіцджеральд стала співпраця з Френком Сінатрою, протягом музичної кар'єри вони не записали жодного спільного студійного чи концертного альбому. Однак Сінатра і Фіцджеральд з'являлися разом на різних телешоу, зокрема, на передачі A Man and His Music + Ella + Jobim (1967), і брали участь у спільних концертах.

## Вокальні дані
Елла Фіцджеральд не отримала музичної освіти, вона жодного разу не відвідала урок співу і їй було не потрібно розспівуватися перед виступами. Вона мала мецо-сопрано, але могла співати як вище, так і нижче. Діапазон її голосу становив три октави: від ре-бемоль малої октави до ре-бемоль третьої октави.
Американський письменник, журналіст і музичний критик Вілл Фрідволд писав, що, на відміну від багатьох інших співаків, Елла Фіцджеральд мала справді унікальний і цінний голос, звучання якого можна було назвати найкращим й ідеальним серед тих, які коли-небудь чула людина. На думку Фрідволда, навіть якщо б вона нічого не робила зі своїм голосом, він все одно б залишався солодким, чистим і прекрасним. Як одного разу сказав Генрі Плезентс, у Фіцджеральд був більший голосовий діапазон, ніж у більшості оперних співаків. Багато з них, включно з Дітрихом Фішером-Дискау, були прихильниками її творчості. Співочі інтонації Елли, за словами Фрідволда, були «просто божественними». Фіцджеральд буквально жила мелодією, вона брала кожну ноту без найменших зусиль чи труднощів. Інші співаки співали так, ніби спеціально намагалися дістати до найвищої ноти, але Фіцджеральд завжди звучала так, ніби вона вже на висоті. «Складалось враження, що вона зі своєї небесної висоти спрямовувалась вниз до будь-якого звуку, який їй потрібен».
Генрі Плезентс у своїй книзі The Great American Popular Singers писав про чудовий голос Фіцджеральд і про те, що її природний співочий діапазон — один з найтепліших і найрадісніших серед тих, які йому доводилось чути. Фіцджеральд мала бездоганне відчуття ритму і інтонації. Її чутливість до гармонії вражала. Вся суть, на думку Плезентс, полягала у тому, яких саме помилок не робить Фіцджеральд: «Говорячи простими словами, вона не робить нічого неправильного. Ніщо у її виступі не викликає сумніву … Вона все робить абсолютно правильно і ніяк інакше».

## Фіцджеральд у кіно і на телебаченні
Найпомітнішою роллю у кіно Елли Фіцджеральд стала роль Меггі Джексон у музичному фільмі режисера Джека Вебба «Блюз Піта Келлі» (1955), в якому також знялись Пеггі Лі і Джанет Лі. Незважаючи на те, що Еллі вже доводилось співати у фільмах (комедія Еббота і Костелло «Загони їх, ковбой»), на той момент пропозиція Номана Гранца зіграти у фільмі Warner Brothers здавалась їй вершиною кар'єри. Рецензенти з The New York Times прохолодно сприйняли фільм, проте відзначили, що «з 95 хвилин, які триває фільм, 5 хвилин з нього варто подивитись безсумнівно… це момент, коли Елла Фіцджеральд з'являється на екрані у всій красі». Після зйомок у «Блюз Піта Келлі» Фіцджеральд зіграла камео у фільмах «Сент-Луїс-блюз» (1958) і «Ніхто не напише мені епітафію» (1960). Пізніше, у середині 1980-х років, вона знялась у серіалі «Біла тінь».
Фіцджеральд часто з'являлась у різних шоу, в тому числі у передачах Енді Вільямса, Френка Сінатри, Нета Кінг Коула, Діна Мартіна та багатьох інших. Також вона була постійним гостем на «Шоу Еда Саллівана». Співачку часто залучали до створення рекламних роликів, зокрема, вона рекламувала магнітні стрічки Memorex в продукцію ресторанів KFC. Останньою участю Елли в рекламі стала фотосесія для фінансової компанії American Express (1988), співачку фотографувала Анні Лейбовіц.

## Характер
За словами Фіцджеральд, їй було нелегко виступати перед великою кількістю глядачів. Вона була дуже скромною і сором'язливою, не підтримувала стосунків навіть з тими музикантами, з якими успішно працювала, зустрічалася з ними тільки на записах і концертах. Трубач Маріо Бауза, який акомпанував Еллі в роки її співробітництва з Чіком Веббом, згадував, що «Елла не надто полюбляла тусовки, вона була віддана лише музиці … вона була замкненою і самотньою у всьому Нью-Йорку». Коли трохи згодом спілка співаків назвала на честь Елли спеціальну нагороду, вона відповіла, що «не бажає сказати чогось зайвого, але на її погляд їй все ж краще вдається просто співати». Співачка Дженіс Сігел згадувала про спільну репетицію у 1983 році:
|  | Ми всі зібралися навколо фортепіано, записували нашу чотириголосну партію, після чого Елла додала від себе трохи скету. Потім вона повернулась до нас і спитала: «Ну, як, нормально вийшло?». Я була просто приголомшена. Це подібне до того, якби Бог створив землю і запитав янголів навколо: «Ну, як гадаєте? Великий Каньйон добре вийшов?» |

## Сім'я і особисте життя
Елла Фіцджеральд офіційно була одружена двічі, існують також непідтверджені відомості про третій шлюб. У 1941 році вона вийшла заміж за Бенні Корнегея, торговця наркотиками і робітником у місцевому доці. Через два роки шлюб був оголошений недійсним.
В грудні 1947 року співачка побралася з відомим контрабасистом Реєм Брауном, якого зустріла роком раніше під час турне з ансамблем Діззі Гіллеспі. Пара усиновила племінника Елли, сина Франсіс да Сілва, якого назвали Рей Браун-молодший; пізніше він також став відомим джазменом. Фіцджеральд і Браун розлучились у 1953 році через те, що кар'єра заважала їх спільному життю. Але, незважаючи на розрив їх сімейних відносин, Елла і Рей продовжували музичну співпрацю.
У липні 1957 року агенція Рейтер повідомила про таємне вінчання Елли і Тора Ейнара Ларсена, норвежця з Осло. Проте будь-які згадки про цей випадок припинилися, коли Ларсен був засуджений на п'ять місяців за крадіжку коштів у жінки, з якою до цього був заручений.

## Триб'юти

Елла Фіцджеральд і Рональд Рейган після її виступу для короля Іспанії Хуана Карлоса I. 13 жовтня 1981 року

У 1998 році в Ньюпорт-Ньюсі за сприяння Університету Крістофера Ньюпорта відбувся перший фестиваль імені Елли Фіцджеральд, покликаний популяризувати джаз і музичну спадщину Фіцджеральд. У різні роки у фестивалі брали участь Пітті Остін, Джейн Монхайт, Ді Ді Бріджвотер, Даяна Кролл, Артуро Сандоваль, Арета Франклін, Філ Вудс, Кассандра Вілсон, Енн Хемптон Келловей і багато інших.
Келловей, Бріджвотер і Остін, зокрема, також видали декілька альбомів-триб'ютів. Альбом Келловей To Ella with Love (1996) містив 14 джазових стандартів, виконаних Фіцджеральд. Під час запису альбому Келловей акомпанував трубач Вінтон Марсаліс. У записі диску Бріджвотер Dear Ella (1997) були задіяні музиканти, які співпрацювали з Еллою Фіцджеральд: піаніст Лоу Леві, трубач Бенні Пауелл, колишній чоловік Фіцджеральд контрабасист Рей Браун. Наступний альбом Бріджвотер Live at Yoshi's — концертний, був записаний 25 квітня 1998 року на 81-й день народження Фіцджеральд.
Платівка Патті Остін For Ella, номінована на премію «Греммі» (2002), складалась з 12 пісень, які найчастіше звучали у виконанні Елли Фіцджеральд.
У 2007 році, до 90-го дня народження Фіцджеральд, група музикантів і співаків записала спільний триб'ют під назвою We All Love Ella, пісні виконали Стіві Вандер, Майкл Бубле, Наталі Коул, Чака Хан, Куїн Латіфа, Лінда Ронстадт та інші. Томі Фленаган і Одетта Холмс також записували триб'юти Еллі Фіцджеральд — Lady Be Good… For Ella (1994) і To Ella (1998) відповідно. Деякі музиканти також присвячували Еллі Фіцджеральд окремі композиції, наприклад, «Ella, elle l'a» Франс Галль, «Sir Duke» Стіві Вандера, «I Love Being Here With You» Пеггі Лі, «First Lady» португальської співачки Ніккі Яновскі, «Mack the Knife» Френка Сінатри та інші.
У 2008 році в Ньюпорт-Ньюс в Центрі Мистецтв на Даунінг-Гросс відкрився театр імені Елли Фіцджеральд на 276 місць, який розміщений лише за декілька кварталів від місця народження Елли на Маршал Авеню. На урочистій церемонії відкриття 11 і 12 жовтня були присутніми Роберта Флек і Квін Естер Мерроу. У місті Йонкерс встановлена бронзова статуя Елли Фіцджеральд, створена американською скульпторкою Вінні Бегвелл, гіпсовий бюст співачки також встановлений у Чемпенському університеті у місті Оріндж, Каліфорнія.
10 січня 2007 року поштова служба США оголосила про випуск серії 39-центових марок, присвячених Еллі Фіцджеральд, які стали частиною циклу «Чорна спадщина» (англ. Black Heritage).

## Дискографія
Дискографія Елли Фіцджеральд нараховує 54 студійні альбоми, 23 концертні альбоми, 6 збірок, 7 спільних робіт та 72 сингли.

## Нагороди
Протягом своєї п'ятдесятирічної кар'єри Елла Фіцджеральд отримала 13 премій «Греммі», включаючи одну за життєві досягнення. Дві пісні і чотири альбоми в її виконанні потрапили до Зали слави «Греммі». У 1960 році на голлівудській «Алеї слави» з'явилася зірка Фіцджеральд. В різні роки вона була нагороджена Президентською медаллю Свободи, Національною медаллю мистецтв, французьким Орденом мистецтв і багатьма іншими почесними відзнаками.